# グランドホテル (ストックホルム)
グランドホテル（Grand Hôtel）は、スウェーデンのストックホルムにある5つ星のホテルである。

## 概要
グランドホテルは1872年にフランス人の（Jean-François Régis Cadier）によって設立され、1872年6月14日に開業した。スウェーデン国立美術館の隣、ストックホルム宮殿とガムラスタンの向かいに位置している。国会議事堂とオペラハウスを一望でき、買い物に最適な地域からは5分程離れている。群島行きのボートの波止場はホテルから25 mの距離にある。1901年以来、ノーベル賞の受賞者とその家族は全員グランドホテルに宿泊している。
グランドホテルは359室とスイートルームを40室、35の宴会場と会議場、2つのレストラン、バーとスポーツクラブを備えている。レストランの一つは有名なスウェーデン人のシェフ、マティアス・ダールグレン（Mathias Dahlgren）が運営している。SPAは2009年の夏に開業する予定である。グランドホテルはスウェーデンで唯一のリーディングホテルズ・オブ・ザ・ワールドの加盟ホテルであり、北欧で唯一のインターコンチネンタルホテル（InterContinental）である。